# 朱山 (四川江安)
朱山（1886年—1912年11月），字云石，四川江安县人，中国民主革命家，清朝记者，中华民国政治人物。

## 生平

### 早年
朱山生于清朝光绪十二年（1886年）。父亲朱叔咸早逝，朱山被过继给叔父朱青长为子。12岁时，他应童子试获得案首（即第一名）。后来他痛恨清政府腐败无能，遂决定不再参加科举。18岁时，他到重庆《广益丛报》当记者。后来江安盐局马王卿赏识朱山，托媒人说媒，想将女儿马兰君嫁给他，并劝他不再当记者，自己可以每月赠银供其使用。朱山遂辞去记者职务。后来马王卿调任简州知州，又调任资中、剑阁等地，朱山一直随其左右。当时他还同许多中国国内知名人士有书信往来，和神州国光社邓枚子十分友好。1909年，朱山和马兰君在成都完婚。此前朱山结识了淑行女子学校学生、安徽人李毓（字哲华），并相互爱恋，朱山想和李毓结婚，便以自己出继叔父，应当再娶一妻以兼祧两房（即生父和叔父两房）为理由，说服了马兰君，朱山乃又同李毓结婚。

### 保路
1910年春，朱山在成都负责主办《平论报》，不久离职。1910年7月，四川谘议局的机关报《蜀报》创刊，议长蒲殿俊兼任该报社长，朱山任总编辑，并为该报撰写了创刊词。朱山还经浙江人朱友侯的介绍，秘密加入了中国同盟会。宣统三年五月二十日（1911年6月17日），四川保路同志会在成都成立，蒲殿俊任会长，罗纶任副会长。该会设总务部、文书部、交际部、游说部。该会在四川分四路进行宣传，朱山任川东游说员。朱山还帮助成立四川女子保路同志会，并且发动妻子李毓参加保路运动。宣统三年五月二十五日（1911年6月22日），李毓以“朱哲华”之名致信四川保路同志会，呼吁成立四川女子保路同志会。信中称：
设使川路不保，川省随亡，则生不能入朱山之室，死不得葬沪水之滨，而未来之子女，已先负有四十年之外债。……朱李愿与女同志十人，各典钗环，聚集千金，有能诛国贼者，以此壮其行色。有重赏而无壮士，交涉部之数千君子，何以语我来？其余应尽责任，拟仿贵会大旨，组织保路女同志会，以为响应。至于死生祸福，誓与川路共之。
宣统三年六月初三，四川女子保路同志会在成都新玉沙街17号召开了成立大会。发起人李毓在成立大会上报告了该会成立的缘由和经过。
同年闰六月，赵尔丰到任四川总督，上台后严厉镇压保路运动，逮捕了四川保路同志会会长蒲殿俊、副会长罗纶、股东会会长颜楷等9人。此后，面对到总督衙门请愿并冲进总督衙门的民众，赵尔丰下令开枪，其巡防军统领田徵葵指挥开枪，当场打死30多名手无寸铁的民众。赵尔丰还查封了《蜀报》等成都报馆。四川形势极度紧张。保路运动发生后，清政府起初派原四川总督岑春煊宣抚四川，并派端方为川粤汉铁路督办大臣，率湖北新军一个协进入四川剿办。岑春煊知难而退，不愿赴四川，端方则率军开入四川。朱山不仅向岑春煊发函电，还在宣统三年八月会见了到达重庆的端方，希望平息事态。端方听取了朱山的意见后，向清廷汇报，否定了赵尔丰提出的蒲殿俊、罗纶等人的所谓罪证。清廷回电采纳了端方的意见。蒲殿俊、罗纶等人获释。

### 革命
端方驻重庆半月，于农历九月中旬从重庆赴成都，途经资中，时逢黎元洪已出任鄂军都督府都督，张培爵等在重庆成立蜀军政府，端方进退维谷，停留在资中，准备将所率的湖北新军交给朱山，朱山也准备接受。在资中，朱山向蒲殿俊、罗纶等人发出函电，说明了这一情况，要求蒲殿俊、罗纶在通电宣布四川独立时，说明优待端方。后来，端方率领的湖北新军于农历十月初七日发生兵变，端方及弟弟端锦在资中天上宫被杀。朱山遂偕端方的幕僚刘申叔（中国同盟会会员）、诗人夏午诒等人来到成都。
鉴于形势，赵尔丰被迫交政。农历十月初七日（1911年11月27日）成都举行了四川独立典礼，蒲殿俊任大汉四川军政府都督，朱庆澜任副都督。此后尹昌衡企图获得都督之位，遂联合四川籍军官周道刚、彭光烈等人进行活动。十月十八日，蒲殿俊、朱庆澜在东校场阅兵，军队因索饷而当即哗变，蒲殿俊和朱庆澜逃走，新军与巡防军在成都到处抢劫。尹昌衡乘机率军进入成都，继任都督。朱山对四川光复后的社会和政治混乱情况十分不满，遂每天在家和刘申叔、夏午诒以及存古学堂教师谢无量饮酒赋诗。
此后，尹昌衡任命朱山为江安县知事。当时县知事都兼挂司令官头衔，以便和当地驻军协同剿匪。朱山到江安县后，没有发动军队剿匪，而是到土匪盘踞地直接说服土匪，取得一定效果。1912年，应四川教育司司长沈宗元的邀请，朱山出任成都叙属联合中学教员，举家回到成都。
1912年11月，朱山在成都叙属联合中学教书时，被胡景伊拘捕，关在成都皇城内的四川都督府中。胡景伊命亲信赵一德做承审，审问朱山，并宣布朱山在成都北门武担山上照相并进行测量活动，图谋炮轰四川都督府。在都督府关押一夜之后，次日朱山即在至公堂外摩诃池旁边遭到斩首，朱山时年26岁。

### 身后
朱山被杀后，其养父朱青长曾偕李毓到北京申冤，请处决胡景伊。北洋政府对此十分冷淡，仅由稽勋局局长许宝衡承认了朱山在辛亥革命中有功，列名于甲册。
1913年二次革命中，熊克武率蜀军第五师在重庆于1913年8月4日通电讨袁，熊克武任总司令兼军令部长，杨庶堪为民政部长。此后熊克武电令第五师驻万县营长熊世哲捕杀在万县的川东观察使赵一德。熊世哲奉命处决了赵一德，弃尸路旁，川东观察使署秘书陈新尼书写了其罪状，罪名即“枉杀朱山”。